# Thomas Wright (paleontólogo)

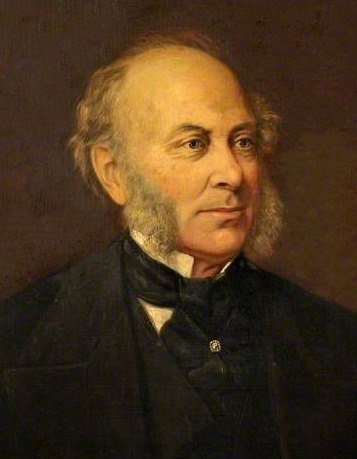
Thomas Wright

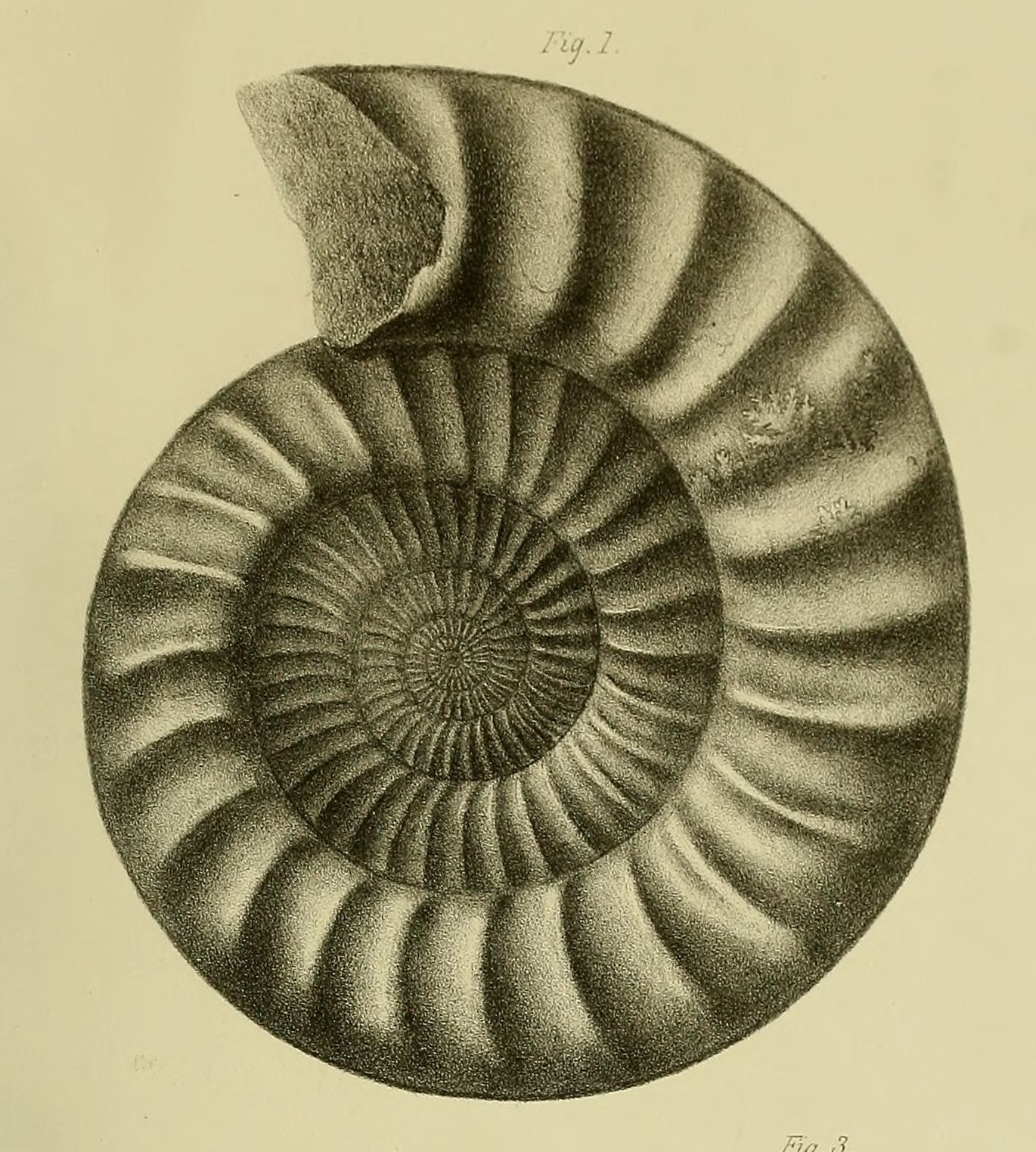
Un fósil Jurásico de Amonita, Monograma de Wright

El Dr. Thomas Wright (9 de noviembre de 1809 - 17 de noviembre de 1884) fue un cirujano y paleontólogo escocés.
Wright publicó varios artículos sobre los fósiles que había recolectado en los Cotswolds y otros lugares, incluyendo Lias Ammonites de las islas británicas, y monografías sobre los equinodermos fósiles británicos de las formaciones Jurásicas y Cretácicas.

## Vida
Wright nació en Paisley el 9 de noviembre de 1809, hijo de Thomas Wright y su esposa, Barbara Jarvis, y fue educado en Paisley Grammar School.
Estudió Medicina en el Royal College of Surgeons de Irlanda con sede en Dublín. Regresó a Escocia para practicar y recibió su doctorado (MD) de la Universidad de St Andrews en 1846.
En 1846 se mudó a Cheltenham, donde se convirtió en oficial médico de salud del distrito urbano y cirujano del Hospital General de Cheltenham.
En 1855 fue elegido miembro de la Royal Society de Edimburgo, siendo su proponente Sir William Jardine. En 1859 fue elegido miembro de la Sociedad Geológica de Londres. Ganó la Medalla Wollaston en 1878 y se convirtió en miembro de la Royal Society en 1879.
Después de su muerte, parte de su colección de fósiles se vendió al Museo Británico.

## Familia
Se casó dos veces: primero alrededor de 1830 con Elizabeth May; en segundo lugar en 1845 con Mary Ricketts, la hija menor de Sir Robert Tristram Ricketts.
Tuvo un hijo, Thomas Lawrence Wright, y dos hijas, la mayor de las cuales se casó con el geólogo Edward Wethered.